# Andy Ram
Andy Ram (hebreu: אנדי רם‎; Montevideo, Uruguai, 10 d'abril de 1980) és un extennista israelià d'origen uruguaià que destacà en categoria de dobles masculins i mixtos. Fou el primer tennista israelià en guanyar un títol de Grand Slam, concretament Wimbledon (2006) en dobles mixtos amb Vera Zvonariova com a parella, i posteriorment va guanyar el Roland Garros (2007) també mixt amb Nathalie Dechy, i l'Open d'Austràlia (2008) en dobles masculins amb Jonathan Erlich. La posició més alta que ocupà en el rànquing de dobles fou el cinquè.
Va guanyar un total de 19 títols de dobles, la majoria amb el seu compatriota Jonathan Erlich, als quals se'ls coneixia en el seu país com "AndiYoni". Es va retirar al setembre de 2014 després de disputar una eliminatòria de la Copa Davis.
Any després de la seva retirada del tennis va crear l'empresa "Pulse Play" dedicada a la tecnologia wearable i una aplicació pels tennista amateurs.

## Biografia
L'any 2006 es va casar amb la seva xicota Shiri, i actualment resideixen a Tel-Aviv. El mateix any fou guardonat en la primera edició dels atletes de l'any de Jerusalem.

## Torneigs de Grand Slam

### Dobles masculins: 1 (1−0)
| Resultat  | Núm. | Any  | Torneig          | Parella         | Oponents                      | Marcador    |
| --------- | ---- | ---- | ---------------- | --------------- | ----------------------------- | ----------- |
| Guanyador | 1.   | 2008 | Open d'Austràlia | Jonathan Erlich | Arnaud Clément Michaël Llodra | 7−5, 7−6(4) |

### Dobles mixts: 4 (2−2)
| Resultat  | Núm. | Any  | Torneig          | Parella              | Oponents                          | Marcador |
| --------- | ---- | ---- | ---------------- | -------------------- | --------------------------------- | -------- |
| Finalista | 1.   | 2003 | Wimbledon        | Anastassia Rodiónova | Martina Navratilova Leander Paes  | 3−6, 3−6 |
| Guanyador | 1.   | 2006 | Wimbledon        | Vera Zvonariova      | Venus Williams Bob Bryan          | 6−3, 6−2 |
| Guanyador | 2.   | 2007 | Roland Garros    | Nathalie Dechy       | Katarina Srebotnik Nenad Zimonjić | 7−5, 6−3 |
| Finalista | 2.   | 2009 | Open d'Austràlia | Nathalie Dechy       | Sania Mirza Mahesh Bhupathi       | 3−6, 1−6 |

## Trajectòria
Va arribar a setze finals en tornejos de dobles, guanyant en nou oportunitats, la majoria d'elles amb el seu company Jonathan Erlich, també d'Israel. Addicionalment, en el 2003, Andy va arribar a la final de dobles mixtos a Wimbledon, fent parella amb Anastassia Rodiónova de Rússia. La parella va perdre contra la llegenda Martina Navrátilová i l'hindú Leander Paes. El major assoliment del duo israelià va ser aconseguint la semifinal del campionat de Wimbledon, també en el 2003. Van aconseguir el vuitè lloc en el rànquing de la carrera de dobles a la fi del 2005, servint com a alternatius de la Copa de Mestres realitzada en Xangai. Ram i Erlich van representar a Israel en els Jocs Olímpics d'Atenes 2004 abastant els quarts de final i el 5 de juliol de 2008 van arribar al número 5 del rànquing mundial després d'haver guanyat 20 de les 36 finals de dobles que havia jugat, gairebé totes amb Erlich al costat.
El maig del 2014 va anunciar la seva retirada. L'abril del 2015 va anunciar la creació d'una petita empresa anomenada Pulse Play per facilitar la pràctica del tennis amateur a través d'una aplicació.

## Palmarès

### Dobles masculins: 35 (19−16)
| Llegenda (pre/post 2009)                                 |
| -------------------------------------------------------- |
| Grand Slams (1−0)                                        |
| Tennis Masters Cup / ATP Finals (0−0)                    |
| ATP Masters Series / ATP World Tour Masters 1000 (2−7)   |
| ATP International Series Gold / ATP World Tour 500 (2−3) |
| ATP International Series / ATP World Tour 250 (14−6)     |

| Títols per superfície |
| --------------------- |
| Dura (12−15)          |
| Gespa (4−0)           |
| Terra batuda (1−1)    |
| Moqueta (3−0)         |

| Resultat  | Núm. | Data                   | Torneig                     | Superfície   | Parella         | Oponents en la final                 | Marcador            |
| --------- | ---- | ---------------------- | --------------------------- | ------------ | --------------- | ------------------------------------ | ------------------- |
| Guanyador | 1.   | 27 de juliol de 2003   | Indianapolis, Estats Units  | Dura         | Mario Ančić     | Diego Ayala Robby Ginepri            | 2−6, 7−6(3), 7−5    |
| Guanyador | 2.   | 29 de setembre de 2003 | Bangkok, Tailàndia          | Dura         | Jonathan Erlich | Jarkko Nieminen Andrew Kratzmann     | 6−3, 7−6(4)         |
| Guanyador | 3.   | 13 d'octubre de 2003   | Lió, França                 | Moqueta      | Jonathan Erlich | Nicolas Mahut Julien Benneteau       | 6−1, 6−3            |
| Finalista | 1.   | 11 de gener de 2004    | Chennai, Índia              | Dura         | Jonathan Erlich | Rafael Nadal Tommy Robredo           | 6−7(3), 6−4, 3−6    |
| Finalista | 2.   | 22 de febrer de 2004   | Rotterdam, Països Baixos    | Dura         | Jonathan Erlich | Paul Hanley Radek Štěpánek           | 7−5, 6−7(5), 5−7    |
| Guanyador | 4.   | 11 d'octubre de 2004   | Lió (2)                     | Moqueta      | Jonathan Erlich | Radek Štěpánek Jonas Björkman        | 7−6(2), 6−2         |
| Guanyador | 5.   | 25 de febrer de 2005   | Rotterdam                   | Dura         | Jonathan Erlich | Cyril Suk Pavel Vízner               | 6−4, 4−6, 6−3       |
| Guanyador | 6.   | 20 de juny de 2005     | Nottingham, Regne Unit      | Gespa        | Jonathan Erlich | Simon Aspelin Todd Perry             | 4−6, 6−3, 7−5       |
| Finalista | 3.   | 31 de juliol de 2005   | Los Angeles, Estats Units   | Dura         | Jonathan Erlich | Rick Leach Brian MacPhie             | 3−6, 4−6            |
| Finalista | 4.   | 13 d'agost de 2005     | Toronto, Canadà             | Dura         | Jonathan Erlich | Wayne Black Kevin Ullyett            | 7−6(5), 3−6, 0−6    |
| Finalista | 5.   | 2 d'octubre de 2005    | Bangkok                     | Dura (i)     | Jonathan Erlich | Paul Hanley Leander Paes             | 7−6(5), 1−6, 2−6    |
| Finalista | 6.   | 16 d'octubre de 2005   | Viena, Àustria              | Dura (i)     | Jonathan Erlich | Mark Knowles Daniel Nestor           | 3−5, 4−5(2)         |
| Guanyador | 7.   | 9 de gener de 2006     | Adelaida, Austràlia         | Dura         | Jonathan Erlich | Paul Hanley Kevin Ullyett            | 7−6(4), 7−6(10)     |
| Finalista | 7.   | 26 de febrer de 2006   | Rotterdam                   | Dura (i)     | Jonathan Erlich | Paul Hanley Kevin Ullyett            | 6−7(4), 6−7(2)      |
| Finalista | 8.   | 13 de maig de 2006     | Roma, Itàlia                | Terra batuda | Jonathan Erlich | Mark Knowles Daniel Nestor           | 4−6, 7−5, [11−13]   |
| Guanyador | 8.   | 26 de juny de 2006     | Nottingham (2)              | Gespa        | Jonathan Erlich | Igor Kunitsyn Dmitry Tursunov        | 6−3, 6−3            |
| Guanyador | 9.   | 28 d'agost de 2006     | New Haven, Estats Units     | Dura         | Jonathan Erlich | Mariusz Fyrstenberg Marcin Matkowski | 6−3, 6−3            |
| Guanyador | 10.  | 2 d'octubre de 2006    | Bangkok (2)                 | Dura         | Jonathan Erlich | Andy Murray Jamie Murray             | 6−2, 2−6, [10−4]    |
| Finalista | 9.   | 4 de març de 2007      | Las Vegas, Estats Units     | Dura         | Jonathan Erlich | Bob Bryan Mike Bryan                 | 6−7(6), 2−6         |
| Finalista | 10.  | 18 de març de 2007     | Indian Wells, Estats Units  | Dura         | Jonathan Erlich | Martin Damm Leander Paes             | 4−6, 4−6            |
| Finalista | 11.  | 5 d'agost de 2007      | Washington DC, Estats Units | Dura         | Jonathan Erlich | Bob Bryan Mike Bryan                 | 6−7(5), 6−3, [7−10] |
| Guanyador | 11.  | 19 d'agost de 2007     | Cincinnati, Estats Units    | Dura         | Jonathan Erlich | Bob Bryan Mike Bryan                 | 4−6, 6−3, [13−11]   |
| Guanyador | 12.  | 26 de gener de 2008    | Open d'Austràlia, Austràlia | Dura         | Jonathan Erlich | Arnaud Clément Michaël Llodra        | 7−5, 7−6(4)         |
| Guanyador | 13.  | 21 de març de 2008     | Indian Wells                | Dura         | Jonathan Erlich | Daniel Nestor Nenad Zimonjić         | 6−4, 6−4            |
| Finalista | 12.  | 3 d'agost de 2008      | Cincinnati                  | Dura         | Jonathan Erlich | Bob Bryan Mike Bryan                 | 6−4, 6−7(2), [7−10] |
| Guanyador | 14.  | 12 d'octubre de 2008   | Viena                       | Dura (i)     | Max Mirnyi      | Philipp Petzschner Alexander Peya    | 6−1, 7−5            |
| Guanyador | 15.  | 26 d'octubre de 2008   | Lió (3)                     | Moqueta      | Michaël Llodra  | Stephen Huss Ross Hutchins           | 6−3, 5−7, [10−8]    |
| Finalista | 13.  | 22 de febrer de 2009   | Marsella, França            | Dura (i)     | Julian Knowle   | Arnaud Clément Michaël Llodra        | 6−3, 3−6, [8−10]    |
| Finalista | 14.  | 22 de març de 2009     | Indian Wells (2)            | Dura         | Max Mirnyi      | Mardy Fish Andy Roddick              | 6−3, 1−6, [12−14]   |
| Guanyador | 16.  | 5 d'abril de 2009      | Miami, Estats Units         | Dura         | Max Mirnyi      | Ashley Fisher Stephen Huss           | 6−7(4), 6−2, [10−7] |
| Finalista | 15.  | 15 d'agost de 2009     | Mont-real (2)               | Dura         | Max Mirnyi      | Mahesh Bhupathi Mark Knowles         | 4−6, 3−6            |
| Finalista | 16.  | 14 de novembre de 2010 | París, França               | Dura (i)     | Mark Knowles    | Mahesh Bhupathi Max Mirnyi           | 5−7, 5−7            |
| Guanyador | 17.  | 20 de juny de 2011     | Eastbourne, Regne Unit      | Gespa        | Jonathan Erlich | Grigor Dimitrov Andreas Seppi        | 6−3, 6−3            |
| Guanyador | 18.  | 27 d'agost de 2011     | Winston-Salem, Estats Units | Dura         | Jonathan Erlich | Christopher Kas Alexander Peya       | 7−6(2), 6−4         |
| Guanyador | 19.  | 6 de maig de 2012      | Belgrad, Sèrbia             | Terra batuda | Jonathan Erlich | Martin Emmrich Andreas Siljeström    | 4−6, 6−2, [10−6]    |

## Trajectòria

### Dobles masculins
| Open d'Austràlia | A           | 1R          | A           | 2R    | 3R          | 2R          | 3R          | G     | 2R          | 1R          | 2R          | 1R    | A   | 1R   | 1 / 11    | 13 – 10   |
| Roland Garros | A           | A           | A           | 3R    | A           | 2R          | 3R          | 3R    | 1R          | SF          | 1R          | 2R    | 2R  | A    | 0 / 9     | 13 – 9    |
| Wimbledon | 2R          | A           | SF          | 1R    | 3R          | 3R          | 2R          | QF    | 3R          | 3R          | 1R          | 2R    | 1R  | A    | 0 / 12    | 17 – 12   |
| US Open | 1R          | A           | 1R          | 1R    | QF          | 3R          | 3R          | 2R    | SF          | 1R          | 2R          | 2R    | 2R  | A    | 0 / 12    | 15 – 12   |
| Jocs Olímpics | No celebrat | No celebrat | No celebrat | QF    | No celebrat | No celebrat | No celebrat | 1R    | No celebrat | No celebrat | No celebrat | QF    | NC  | NC   | 0 / 3     | 4 – 3     |
| ATP World Tour Finals | A           | A           | A           | A     | A           | RR          | RR          | A     | F           | A           | A           | A     | A   | A    | 0 / 3     | 5 – 6     |
| Victòries − Derrotes | 2−5         | 1−2         | 19−6        | 31−25 | 35−25       | 44−23       | 39−26       | 37−17 | 35−26       | 25−28       | 22−24       | 26−15 | 8−9 | 2−2  | 331 – 233 | 331 – 233 |
| Rànquing a final d'any | 103         | 494         | 31          | 32    | 15          | 13          | 18          | 5     | 9           | 23          | 51          | 53    | 113 | 1429 |           |           |
| Llegenda: G: Guanyador; F: Finalista; SF: Semifinalista; QF: Quarts de final; Q: Qualificació; A: Absent; RR: Round Robin; |             |             |             |       |             |             |             |       |             |             |             |       |     |      |           |           |